# 양지우
양지우(1966년~ )는 대한민국의 KBS 보도본부 기자이다.

## 데뷔
- 1994년 : KBS 보도본부 기자

## 학력
- 광주대동고등학교
- 서울대학교 심리학 학사
- 서울대학교 행정대학원 석사

## 경력
- KBS 보도국 국제부 부장
- KBS 도쿄 특파원
- KBS 편집부 기자
- KBS 보도본부 사회부 기자
- KBS 보도본부 정치부 기자
- KBS 충주방송국장

## 진행
- 특파원 현장보고 진행(2015년 10월 3일 ~ 2016년 4월 2일)
- KBS 뉴스라인 진행(2016년 4월 25일 ~ 2017년 1월 13일)
- 2023년 11월 18일 ~ 2024년 5월 4일 : KBS1 《남북의 창》